# 대법관 (영국)

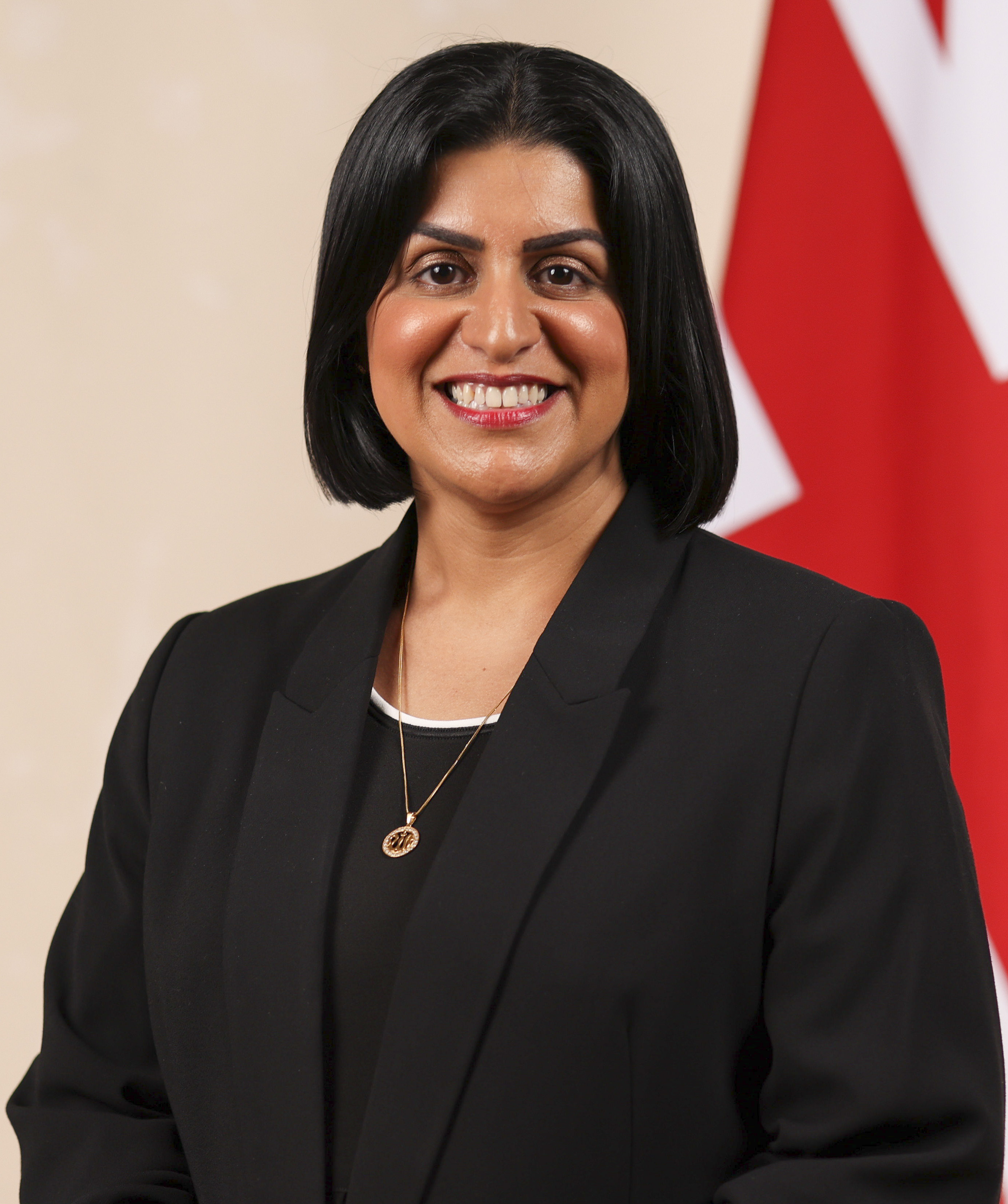
현직 대법관 샤바나 마흐무드
(2024년 7월 5일 취임)

대법관(영어: Lord Chancellor)은 영국 정부의 전통적 직책이다. 총리의 추천을 받아 군주가 임명한다. 국무중신(중대국가공직과는 다름) 중 집사장 다음가는 서열 제2위다. 1707년 연합법 이전에는 잉글랜드-웨일스와 스코틀랜드에 대법관들이 따로 있었다.
대법관은 내각에 입각하는 각료이며, 법원의 독립성과 효율적 기능을 법적으로 책임진다. 2007년 영국 사법 체계에 대변화가 일어났는데 이 과정에서 대법관의 성격도 많이 달라졌다. 그 전까지는 대법관이 상원 원장을 겸하며 또한 동시에 잉글랜드-웨일스 사법부 수반이었고 고등법원 내의 형평재판소의 재판장이었다. 그런데 2005년 개헌으로 이 권한들이 각각 상원 의장, 대법원장, 고등법원장에게로 이관되었다.
현임 대법관은 알렉스 초크이며 법무장관을 겸한다. 역사적으로 유명한 대법관으로는 토머스 모어가 있다.

## 같이 보기
- 옥새상서